# Cantón de Bustanico
El cantón de Bustanico era una división administrativa francesa que estaba situada en el departamento de Alta Córcega y la región de Córcega.

## Composición
El cantón estaba formado por veinticuatro comunas:
- Aiti
- Alando
- Altiani
- Alzi
- Bustanico
- Cambia
- Carticasi
- Castellare-di-Mercurio
- Erbajolo
- Érone
- Favalello
- Focicchia
- Giuncaggio
- Lano
- Mazzola
- Pancheraccia
- Piedicorte-di-Gaggio
- Pietraserena
- Rusio
- San-Lorenzo
- Sant'Andréa-di-Bozio
- Santa-Lucia-di-Mercurio
- Sermano
- Tralonca

## Supresión del cantón de Bustanico
En aplicación del Decreto n.º 2014-255 de 26 de febrero de 2014, el cantón de Bustanico fue suprimido el 22 de marzo de 2015 y sus 24 comunas pasaron a formar parte, cinco del nuevo cantón de Ghisonaccia y diecinueve del nuevo cantón de Golo-Morosaglia.